# Муслюмово (селище, Челябінська область)
Муслюмово (рос. Муслюмово) — селище залізничної станції у Кунашацькому районі Челябінської області Російської Федерації.
Входить до складу муніципального утворення Муслюмовське сільське поселення. Населення становить 2654 особи (2010).

## Історія
Від 1930 року належить до Кунашацького району, спочатку в складі Башкирської АРСР, а відтак Челябінської області.
Згідно із законом від 12 листопада 2004 року органом місцевого самоврядування є Муслюмовське сільське поселення.

## Населення
| 2002 | 2010  |
| ---- | ----- |
| 1722 | ↗2654 |